# Citroën (aviació)
Citroën és una marca de motors d'automoció que es fan servir en l'aviació ultralleugera.

## Història
A França i a la resta d'Europa es va començar a fer servir el motor de 2 CV per funcionar en ultralleugers, amb no més de 375 cm³ i 18 CV, i es va pujar a poc a poc de cubicatge fins a arribar als 435 cm³. Aquest motor resultava molt suggestiu per l'arquitectura boxer i refrigeració per aire, el que l'alleugerieix i en fa un propulsor de primera.
A més, en ser un propulsor molt produït, es va fabricar de la fi de la Segona Guerra Mundial fins al 1985. També destaca per ser un motor de construcció molt fiable, cosa molt apreciada en aviació.
El més apreciat fou el del cotxe, VISA II, més potent, ja que amb els 652 cm³, ateny els 39 CV. Encara que també s'ha utilitzat el cubicatge de 602 cm³ amb 29 CV, el més aprofitat ha estat els AMI i VISA en avions ultralleugers i ULM de construcció casolana.
A l'Argentina es va instal·lar un motor de 3 CV (denominació en aquell país de la furgoneta 2 CV), per muntar l'avió Armar I (Arrambide + Mário) el Gorrión.
El darrer Visa II amb 652 cm³ ja donava 40 CV, que amb la fiabilitat dels motors/vehicles, encara ha estat un factor més per aquest fet.
Existeixen kits de cilindres per augmentar la cilindrada a 700, 750 i 800 cm³, a part de versions sobrealimentades (veure sobrealimentació) que arriben a, amb 652 cm³, als 75 CV.
El motor del cotxe 'GS amb 4 cilindres "boxer", i refrigerat també per aire, i amb una cilindrada d'1,2 ls., i una potència de 65 CV a 5.700 RPM, igualment ha estat avionitzat. Mentre que se'n va construir de 1973 a 1983. Igualment hi ha hagut diferents cubicatges que engloben els 1015, 1129, 1299 i 1990 cm³.
Resumint, que a pesar de ser uns motors nascuts per l'automòbil, encara que no ho semblen, pel seu sistema de refrigeració i disposició dels cilindres, fan que juntament amb els motors del Volkswagen Escarabat, que és el mateix cas, han volat més.

## Funcionament
Per transformar un motor de cotxe en motor d'aviació, es necessita primer de tot treure pes, el que s'aconsegueix treien tot el que sigui superflu, en el cas que ens ocupa seria els conductes de refrigeració forçada i ventilador, en els gràfics no s'aprecia tampoc alternador i grup embragatge. Possiblement es canviï el sistema d'encesa passant-lo a magneto (és un sistema que no necessita bateria ni bobina d'alta i funciona amb el mateix motor). Modificar l'escapament (redirigir-lo). I per acabar muntar un sistema de reducció, que faci girar l'hèlix al règim adequat. En aquest cas, s'aconsegueix per mitjà de corretges de "Poliflex".

## Característiques tècniques
Citroën 2CV
| Empresa :                         | Citroën                     |
| Any de fabricació :               | 1945 - 1985                 |
| Cicle : otto 4 temps              | Combustible : Gasolina      |
| Nº de cilindres : 2               | Disposició: Boxer           |
| Diàmetre del cilindre : 66        | Cursa : 62                  |
| Cilindrada total : 425 cm³        | Relació de compressió : 7:1 |
| Carburador : Solex 26 CBI         | Refrigeració : Aire         |
| Lubricació : Forçada/Carter humit | Reducció : Si               |
| Potència 12,5 CV SAE              | a 4.200 RPM                 |
| Pes Kg                            |                             |

Citroën GS
| Empresa :                                          | Citroën                   |
| Any de fabricació :                                | 1973 - 1983               |
| Cicle : otto 4 temps                               | Combustible : Gasolina    |
| Nº de cilindres : 4                                | Disposició: Boxer         |
| Diàmetre del cilindre : 77                         | Cursa : 65,6              |
| Cilindrada total : 1.222 cm³                       | Relació de compressió : - |
| Carburador : Weber vertical doble cos 30 DGS 2/250 | Refrigeració : Aire       |
| Lubricació : Forçada/Carter humit                  | Reducció : Si             |
| Potència 64 CV                                     | a 5.750 RPM               |
| Pes Kg                                             |                           |

## Aplicacions
S'ha aplicat el motor 2CV en el model Pou-du-Ciel, a part d'altres ultralleugers de construcció casolana. El motor del 3CV també s'ha instal·lat en ultralleugers de fabricació casolana.
Per altra banda, hi ha un avió francès anomenat Starck que utilitzava en principi el motor GS per moure dues hèlixs, i més tard es va assajar amb motor Porsche de 100 CV.